# 125-я стрелковая дивизия
125-я стрелковая Красносельская Краснознамённая ордена Кутузова дивизия — воинское соединение Вооружённых Сил СССР в Великой Отечественной войне

## История
Сформирована осенью 1939
года в Кирове, где проводила учения до зимы 1940 года. 26 февраля 1940 года была оправлена из Кирова в Архангельск, где находилась в резерве командования, затем в апреле 1940 года переброшена в Западную Белоруссию. Штаб дивизии находился в Пинске.
В составе действующей армии с 22.06.1941 по 30.10.1944, с 07.11.1944 по 30.11.1944 и с 11.12.1944 по 09.05.1945 года.
На июнь 1941 года находилась в местечке Баганяй, прикрывая шяуляйское направление (железнодорожную и шоссейную дороги из Тильзита) на границе. Ещё 19.06.1941 года развернулась на вверенном рубеже прикрытия границы на фронтах длиной до 40 километров Пограмантис, Таураге, Бубишкяй, имея передний край по восточному и северо-востояному берегу реки Юра, Дационай, Друтавишкяй, Бурбишкяй, Вакайчяй. Дивизии был придан 51-й корпусной артиллерийский полк. С первого дня войны с 7.40—8.00 отражала массированную атаку танков 41-го моторизованного корпуса, поддержанных авиацией, находясь на направлении главного удара противника в том районе. Вела бой в течение 6 часов, по некоторым данным, даже углубилась на территорию Восточной Пруссии на 8 километров. Не смогла удержать рубеж, и, понеся большие потери, начала отступление, оставив противнику город Тауроген, в течение дня вела бои в лесу между Таурогеном и Скаудвиле, потеряла связь и была охвачена с двух сторон. При отступлении два полка дивизии (749-й и 657-й) были задержаны на рубеже 9-й противотанковой артиллерийской бригады, подчинены ей и к вечеру 22.06.1941 окопались на рубеже, занимаемом бригадой. 466-й полк, потеряв до 40 % состава, приводил себя в порядок в районе Скаудвиле.
23.06.1941 остатки дивизии совместно с противотанковой бригадой, остатками 48-й стрелковой дивизии и 2-й танковой дивизией вела оборонительные, достаточно успешные, бои в районе Расейняй, затем полки дивизии снялись с позиций по приказу и начали отход к Шяуляю.
На 28.06.1941 в полках дивизии насчитывалось от 250 до 300 человек. К 01.07.1941 года дивизия отступила на северный берег реки Западная Двина, имея в составе 700 штыков. На 04.07.1941 года дивизия, совмещённая с частями управления корпуса, объединившая бойцов из других частей, имела в составе: командного состава — 681 человек, младшего командного состава — 550 человек, рядового состава — 5489 человек. Всего — 6720 человек. Лошадей — 501. Винтовок — 6496, автоматических винтовок — 35, ручных пулемётов — 80, станковых пулемётов — 25, зенитных пулемётов — 23, орудий 45-мм — 5, 76-мм — 12, 122-мм — 10, 152-мм — 46, автомашин — 292, мотоциклов — 1, тракторов — 87.
На 09.07.1941 дивизия вышла на северный берег реки Эмайыги, на 13.07.1941 года, после успешно проведённого контрудара по вражеским частям, заняла оборону по реке Эмайыги от Инэсуу до Вейбри. С 22.07.1941 года под ударами противника отступила на север, была окружена в районе Муствеэ (Mustvee)(11-й ск 48я и 125я сд), до 24.07.1941 удерживает левобережную часть Тарту, куда из окружения выходят остатки 125-й дивизии и других частей.
Затем остатки дивизии отходили с боями через Нарву по берегу Финского залива, вели бои на Ораниенбаумском плацдарме, в сентябре 1941 года дивизия переправлена в Ленинград, заняла 30.09.1941 оборонительные позиции под Колпино, сменив истребительные ополченческие батальоны, где вела бои при поддержке до февраля 1942 года. По поступлении на позиции вела бои непосредственно на окраинах Колпино, периодически предпринимая попытки наступления в направлении на Красный Бор, однако в целом успеха не приносившие. Так, в январе 1942, наступая на Красный Бор огромные потери понёс 657-й стрелковый полк.
С 04.02.1942 года заняла оборону в районе Автово во втором эшелоне обороны Ленинграда, на участке от Лиговского канала до церкви Пулково. Вела оборону Ленинграда до января 1944 года. В октябре 1943 года сменила части 85-й стрелковой дивизии на Пулковских высотах. Непосредственно перед наступлением находилась во втором эшелоне, в январе 1944 года сосредоточилась на Пулковских высотах, откуда 15.01.1944 года перешла в наступление. Овладела в ожесточённом бою опорным пунктом Финское Койрово, продолжила наступление на Горелово и Константиновку. 19.01.1944 года к 12-00 дивизия освободила Красное Село, продолжила наступление, приняла участие в освобождении Гдова, 01.02.1944 — Кингисеппа и в феврале 1944 года вышла на подступы к Нарве, где до лета 1944 года вела тяжёлые бои. С 16.09.1944 года участвовала в Таллинской наступательной операции, в ходе неё освободила Йыхви 19.09.1944, 20.09.1944 — Раквере, 21.09.1944 — Кунда, ведёт наступление по берегу Финского залива, участвует 22.09.1944 в освобождении Таллина.
После операции выведена в резерв, находилась до начала декабря 1944 года на южном побережье Финского залива, затем переброшена в Польшу в район Виделки (северо-западнее Жешува). В ходе Сандомироско-Силезской операции введена в бой вторым эшелоном, наступала в общем направлении на Ратибор.
К началу февраля 1945 находилась на Одере севернее Оппельна.
В ходе Верхне-Силезской операции прорывает мощную оборону противника, наступает в общем направлении на Нейссе, и 24.03.1945 принимает участие в освобождение Нейссе. Находится под городом до мая 1945 года, с 06.05.1945 года переходит в наступление в ходе Пражской операции, 07.05.1945 освобождает Штригау.
Расформирована летом 1945 года.

## Полное название
125-я стрелковая Красносельская Краснознамённая ордена Кутузова дивизия

## Подчиненные воинские части
- 466-й стрелковый полк
- 657-й стрелковый полк
- 749-й стрелковый полк
- 414-й артиллерийский полк
- 459-й гаубичный артиллерийский полк (до 21.09.1941)
- 183-й отдельный истребительно-противотанковый дивизион
- 345-й отдельный зенитный артиллерийский дивизион (348-я отдельная зенитная батарея) (до 25.05.1943)
- 345 отдельный зенитный артиллерийский дивизион 22.06 - 27.12.41
- 348 зенитная артиллерийская батарея  22.06.41 - 25.05.43
- 390-й отдельный миномётный дивизион (с 17.10.1941 по 15.08.1942)
- 196-й отдельный пулемётный батальон (с 17.08.1942 по 17.08.1944)
- 251 отдельный пулеметный артиллерийский батальон 1.01.42 - 6.04.44
- 165-я отдельная разведывательная рота (165-й отдельный разведывательный батальон)
- 189-й отдельный сапёрный батальон
- 191-й (204-й) отдельный батальон связи (204-я отдельная рота связи)
- 204 отдельная рота связи 9.05.43 - 30.10.44
- 204 отдельный батальон связи 7.11.44 - 11.05.45
- 147-й отдельный медико-санитарный батальон
- 125 (272) отдельная рота химической защиты 22.06.41 - 20.06.43
- 272 (125) отдельная рота химической защиты           20.06.43 - 11.05.45
- 210-я (206-я) автотранспортная рота
- 206 отдельный автотранспортный батальон 22.06 - 29.09.41
- 206 отдельная автотранспортная рота  29.09.41 - 20.06.43
- (206)/210 отдельная автотранспортная рота подвоза  20.06.43 - 11.05.45
- 331-я (126-я) полевая хлебопекарня
- 22-й дивизионный ветеринарный лазарет
- 70-я дивизионная артиллерийская мастерская
- 996-я (853-я) полевая почтовая станция
- 678-я полевая касса Госбанка
- Отдельный учебный стрелковый батальон 1.01 - 31.12.42

### Подчинение
| Дата            | Фронт (округ)                                                 | Армия             | Корпус                  | Примечания   |
| --------------- | ------------------------------------------------------------- | ----------------- | ----------------------- | ------------ |
| 22.06.1941 года | Северо-Западный фронт                                         | 8-я армия         | 11-й стрелковый корпус  | -            |
| 01.07.1941 года | Северо-Западный фронт                                         | 8-я армия         | 11-й стрелковый корпус  | -            |
| 10.07.1941 года | Северо-Западный фронт                                         | 8-я армия         | 11-й стрелковый корпус  | -            |
| 01.08.1941 года | Северный фронт                                                | 8-я армия         | -                       | с 14.07.1941 |
| 01.09.1941 года | Ленинградский фронт                                           | 8-я армия         | -                       | с 27.08.1941 |
| 01.10.1941 года | Ленинградский фронт                                           | 55-я армия        | -                       | -            |
| 01.11.1941 года | Ленинградский фронт                                           | 55-я армия        | -                       | -            |
| 01.12.1941 года | Ленинградский фронт                                           | 55-я армия        | -                       | -            |
| 01.01.1942 года | Ленинградский фронт                                           | 55-я армия        | -                       | -            |
| 01.02.1942 года | Ленинградский фронт                                           | 55-я армия        | -                       | -            |
| 01.03.1942 года | Ленинградский фронт                                           | 55-я армия        | -                       | -            |
| 01.04.1942 года | Ленинградский фронт                                           | 55-я армия        | -                       | -            |
| 01.05.1942 года | Ленинградский фронт (Группа войск Ленинградского направления) | -                 | -                       | -            |
| 01.06.1942 года | Ленинградский фронт (Ленинградская группа войск)              | -                 | -                       | -            |
| 01.07.1942 года | Ленинградский фронт                                           | 42-я армия        | -                       | -            |
| 01.08.1942 года | Ленинградский фронт                                           | 42-я армия        | -                       | -            |
| 01.09.1942 года | Ленинградский фронт                                           | 42-я армия        | -                       | -            |
| 01.10.1942 года | Ленинградский фронт                                           | 42-я армия        | -                       | -            |
| 01.11.1942 года | Ленинградский фронт                                           | 42-я армия        | -                       | -            |
| 01.12.1942 года | Ленинградский фронт                                           | 42-я армия        | -                       | -            |
| 01.01.1943 года | Ленинградский фронт                                           | 42-я армия        | -                       | -            |
| 01.02.1943 года | Ленинградский фронт                                           | 42-я армия        | -                       | -            |
| 01.03.1943 года | Ленинградский фронт                                           | 42-я армия        | -                       | -            |
| 01.04.1943 года | Ленинградский фронт                                           | 42-я армия        | -                       | -            |
| 01.05.1943 года | Ленинградский фронт                                           | 42-я армия        | -                       | -            |
| 01.06.1943 года | Ленинградский фронт                                           | 42-я армия        | -                       | -            |
| 01.07.1943 года | Ленинградский фронт                                           | 42-я армия        | -                       | -            |
| 01.08.1943 года | Ленинградский фронт                                           | 42-я армия        | -                       | -            |
| 01.09.1943 года | Ленинградский фронт                                           | 42-я армия        | -                       | -            |
| 01.10.1943 года | Ленинградский фронт                                           | 42-я армия        | -                       | -            |
| 01.11.1943 года | Ленинградский фронт                                           | 42-я армия        | -                       | -            |
| 01.12.1943 года | Ленинградский фронт                                           | 42-я армия        | 109-й стрелковый корпус | -            |
| 01.01.1944 года | Ленинградский фронт                                           | 42-я армия        | 109-й стрелковый корпус | -            |
| 01.02.1944 года | Ленинградский фронт                                           | 2-я ударная армия | 109-й стрелковый корпус | -            |
| 01.03.1944 года | Ленинградский фронт                                           | 2-я ударная армия | 109-й стрелковый корпус | -            |
| 01.04.1944 года | Ленинградский фронт                                           | 2-я ударная армия | 109-й стрелковый корпус | -            |
| 01.05.1944 года | Ленинградский фронт                                           | 8-я армия         | 6-й стрелковый корпус   | -            |
| 01.06.1944 года | Ленинградский фронт                                           | 59-я армия        | 6-й стрелковый корпус   | -            |
| 01.07.1944 года | Ленинградский фронт                                           | -                 | -                       | -            |
| 01.08.1944 года | Ленинградский фронт                                           | 2-я ударная армия | 109-й стрелковый корпус | -            |
| 01.09.1944 года | Ленинградский фронт                                           | 2-я ударная армия | 117-й стрелковый корпус | -            |
| 01.10.1944 года | Резерв Ставки ВГК                                             | 2-я ударная армия | 117-й стрелковый корпус | -            |
| 01.11.1944 года | Резерв Ставки ВГК                                             | 21-я армия        | 117-й стрелковый корпус | -            |
| 01.12.1944 года | Резерв Ставки ВГК                                             | 21-я армия        | 117-й стрелковый корпус | -            |
| 01.01.1945 года | 1-й Украинский фронт                                          | 21-я армия        | 117-й стрелковый корпус | -            |
| 01.02.1945 года | 1-й Украинский фронт                                          | 21-я армия        | 117-й стрелковый корпус | -            |
| 01.03.1945 года | 1-й Украинский фронт                                          | 21-я армия        | -                       | -            |
| 01.04.1945 года | 1-й Украинский фронт                                          | 21-я армия        | 117-й стрелковый корпус | -            |
| 01.05.1945 года | 1-й Украинский фронт                                          | 21-я армия        | 117-й стрелковый корпус | -            |

Вышестоящие воинские части:
11 стрелковый корпус 22.06 - 15.08.1941
55 армия 1.10.1941 - 5.08.1942
52 армия 20 - 31.07.1942
42 армия 1.09.1942 - 19.11.1943
109 стрелковый корпус 10.11.1943 - 5.02.1944
2 ударная армия 6.02 - 22.03.1944
59 армия 23 - 31.03.1944
2 ударная армия 1 - 8.04.1944
8 армия 9.04 - 22.05.1944
112 стрелковый корпус 10 - 19.04.1944
6 стрелковый корпус 20.04 - 9.06.1944
59 армия 23.05 - 20.06.1944
21 армия 7 - 19.07.1944
109 стрелковый корпус 10.07 - 31.08.1944
8 армия 8 - 27.08.1944
117 стрелковый корпус 26.08.1944 - 28.02.1945
21 армия 6.11.1944 - 11.05.1945
118 стрелковый корпус 1 - 9.03.1945
117 стрелковый корпус 10.03 - 11.05.1945

## Командиры
- Богайчук, Павел Петрович (19.08.1939 — 21.12.1941), комбриг, с 05.06.1940 генерал-майор (погиб 21.12.1941, похоронен в г. Усть-Ижора).
- Синкевич, Ян Петрович (временно командовал дивизией в августе — сентябре 1941 года), подполковник[3]
- Фадеев, Иван Иванович (26.12.1941 — 24.04.1944), генерал-майор
- Зиновьев, Василий Кондратьевич (25.04.1944 — 11.05.1945), полковник

## Награды и почётные наименования
| Награда (наименование)                 | Дата                                                         | За что награждена |
| -------------------------------------- | ------------------------------------------------------------ | --- |
| Почётное наименование «Красносельская» | Приказ Верховного Главнокомандующего СССР от 19.01.1944 года | Красносельско-Ропшинская операция. |
| Орден Красного Знамени                 | Указ Президиума Верховного Совета СССР от 04.02.1944         | За образцовое выполнение боевых заданий командования на фронте борьбы с немецкими захватчиками и проявленные при этом доблесть и мужество                                                     |
| Орден Кутузова II степени              | Указ Президиума Верховного Совета СССР от 5 апреля 1945 года | За образцовое выполнение задания командования в боях с немецкими захватчиками при форсировании реки Одер юго-восточнее города Бреслау (Бреславль) и проявленные при этом доблесть и мужество. |

Награды частей дивизии:
- 466-й стрелковый Таллинский ордена Александра Невского[6] полк
- 657-й стрелковый орденов Кутузова[7] и Александра Невского[6] полк
- 749-й стрелковый ордена Александра Невского[7] полк
- 414-й артиллерийский орденов Богдана Хмельницкого[8] и Александра Невского[7] полк
- 183-й отдельный истребительно-противотанковый ордена Александра Невского[6] дивизион

## Отличившиеся воины дивизии
— Орден Красного Знамени был вручён за освобождение города Кингисеппа
19 января штурмом был взят город Красное Село, за что дивизии присвоено наименование «Красносельской»

| Награда               | Ф. И. О.                        | Должность | Звание           | Дата награждения                 | Примечания       |
| --------------------- | ------------------------------- | --- | ---------------- | -------------------------------- | ---------------- |
|                       | Козлов, Николай Андреевич       | помощник начальника штаба 749-го стрелкового полка                                                                             | лейтенант        | 06.02.1942                       | погиб 10.10.1943 |
|                       | Бессонов, Александр Григорьевич | Командир миномётного расчёта 657-го стрелкового полка                                                                          | сержант          | 15.08.1944 16.10.1944 10.04.1945 | погиб 24.03.1945 |
|                       | Седов, Пётр Степанович          | Разведчик 165-й отдельной разведывательной роты Командир отделения                                                             | ефрейтор сержант | 09.08.1944 16.10.1944 10.04.1945 |                  |
|                       | Энгиноев, Дуда Эдиевич          | Командир взвода 165-й отдельной разведывательной роты                                                                          | старший сержант  | 10.04.1945                       |                  |
| орден славы 3 степени | Сысоев, Павел Игнатьевич        | Командир отделения 2-й стрелковой роты 466 Стрелкового таллинского полка 125 Стрелковой Красносельской Краснознамённой дивизии | младший сержант  | 16.03.1945 (дата подвига)        |                  |

## Память
- На военном кладбище в Таллине установлен кенотаф капитана Сысоева, останки которого не были найдены в ходе раскопок на холме Тынисмяги. Кроме того, туда же перенесён прах ещё трёх воинов из состава дивизии.
- Сквер «Память поколений» в посёлке Металлострой Колпинского района Петербурга.
- Улица Богайчука в посёлке Металлострой, названная в честь командира дивизии.